# Autorretratos de Frida Kahlo

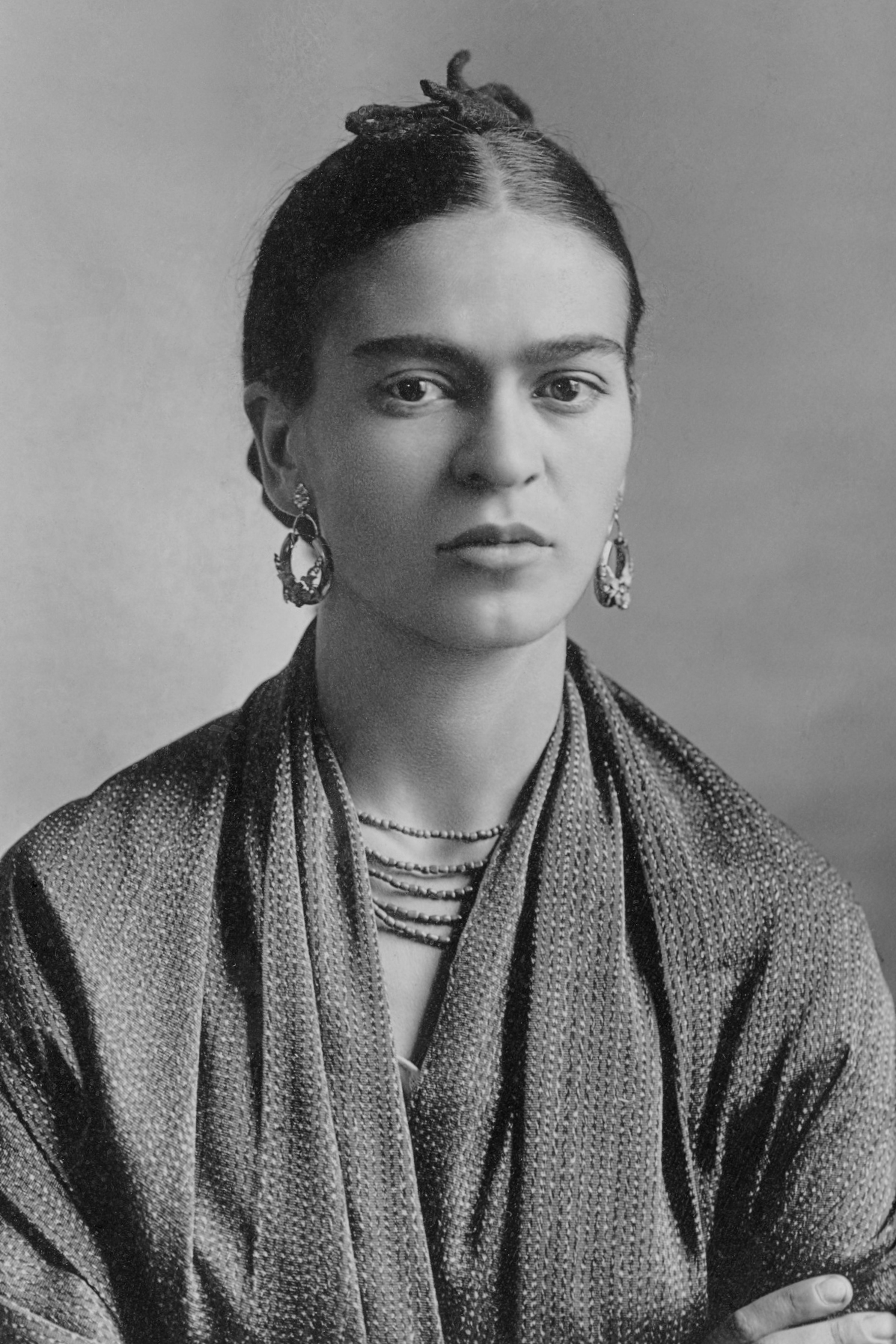
Frida Kahlo por Guillermo Kahlo - 1932

Frida Kahlo é um caso excepcional para a autorretratística. Tendo produzido cerca de 55 autorretratos ao longo de sua vida tornou-se uma das mais prolíficas artistas da História da Arte neste gênero de composição, até então.
Frida Kahlo usou a iconografia muitas vezes traumática e angustiante de sua herança mexicana para pintar a si mesma e a dor que se tornou parte integrante de sua vida depois que, aos dezoito anos, um acidente de bonde a deixou aleijada.
... usando a arte como meio de expressar suas dores físicas e emocionais, suas lutas políticas e sua identidade cultural. Suas pinturas são marcadas por cores vibrantes, simbolismo poderoso e um olhar direto e penetrante. Ao observar os autorretratos de Frida Kahlo, somos convidados a entrar em seu mundo interior, a sentir sua dor e sua paixão, e a admirar sua coragem e sua força diante das adversidades.
A experiência de vida é um tema comum nas aproximadamente 200 pinturas, esboços e desenhos de Kahlo. Sua dor física e emocional são retratadas de forma nítida nas telas, assim como seu relacionamento turbulento com o marido, o também artista Diego Rivera, com quem se casou duas vezes. A devastação causada pelo acidente de bonde em seu corpo é mostrada em detalhes em A Coluna Partida. Kahlo é retratada quase nua, dividida ao meio, com a coluna vertebral apresentada como uma coluna decorativa quebrada. Sua pele está pontilhada de unhas. Ela também está equipada com aparelho cirúrgico.
O primeiro autorretrato de Kahlo foi Autorretrato com Vestido de Veludo em 1926. Foi pintado no estilo dos retratistas mexicanos do século XIX, que foram grandemente influenciados pelos mestres da Renascença europeia. Às vezes, ela também se inspirava nos pintores mexicanos ao usar um fundo de cortinas amarradas. Autorretrato - O tempo voa (1929), Retrato de uma Mulher de Branco (1930) e Autorretrato dedicado a Leon Trotsky (1937) trazem esse pano de fundo.